# Nocardiaceae
Nocardiaceae é uma família de bactérias aeróbicas, não-fastidiosas e gram-positivas encontradas no solo e na água.

## Taxonomia
Na década de 80, todas as espécies de Nocardiaceae do gênero Micropolyspora foram transferidas para os gêneros Nocardia, Nonomuraea da família Streptosporangiaceae, e  Saccharopolyspora da família Pseudonocardiaceae.